# 巴西夫希納
50°45′33″N 34°35′19″E / 50.75917°N 34.58861°E
巴西夫希納（烏克蘭語：Басівщина）是位於烏克蘭東北部的村莊，由蘇梅州蘇梅區的列别金市镇負責管轄。該村處於沃羅日巴河右岸，距離希利科韋、切爾沃內和沃羅日巴1.5公里，海拔高度160米，2001年人口6。